# Gregório Cascalheira
Gregório Cascalheira (Sardoal, 21 de Março de 1898 — Lisboa, 16 de Maio de 1970) foi um escritor português, com obra ao nível da prosa, poesia e em especial a novela temática rural.

## Biografia
Era filho de António Cascalheira e Ana da Conceição. Casou em 1938 com Maria José da Cruz Cascalheira, natural de Tavira. Viveu em Lisboa, na Rua de Macau, sendo funcionário dos CTT. Encontra-se sepultado no cemitério do Lumiar.
Para além dos livros foram muito apreciadas as peças de teatro de revista de que foi autor, em colaboração com Lídia Serras Pereira

## Principais Obras
- Jornada Audaciosa, 1925
- O Palácio da Ventura
- Na Terra dos Gregórios, 1928
- E Quando as Andorinhas Voltaram
- Alguns Dias de Bolchevismo…, 1935
- Espíritos Malignos
- O Milagre dos Beijos